# Unione Sportiva Libertas Rimini 1934-1935
Questa voce raccoglie le informazioni riguardanti l'Unione Sportiva Libertas Rimini nelle competizioni ufficiali della stagione 1934-1935.

## Rosa
| N. |                   | Ruolo | Calciatore         |
| -- | ----------------- | ----- | ------------------ |
|    | Italia (bandiera) | C     | Eugenio Balducci   |
|    | Italia (bandiera) | C     | Paolo Ballardini   |
|    | Italia (bandiera) | D     | Costantino Barba   |
|    | Italia (bandiera) | A     | Bassi              |
|    | Italia (bandiera) | A     | Guido Borgatti     |
|    | Italia (bandiera) | C     | Dino Bovoli        |
|    | Italia (bandiera) | D     | Giancarlo Genesini |
|    | Italia (bandiera) | C     | Giovanni Grossi    |
|    | Italia (bandiera) | C     | Enrico Lazzarini   |
|    | Italia (bandiera) | D     | Renato Malservisi  |

| N. |                   | Ruolo | Calciatore          |
| -- | ----------------- | ----- | ------------------- |
|    | Italia (bandiera) | A     | Saturno Mietti      |
|    | Italia (bandiera) | C     | Giovacchino Migani  |
|    | Italia (bandiera) | A     | Walter Montanari    |
|    | Italia (bandiera) | C     | Davide Oliviero     |
|    | Italia (bandiera) | D     | Giuseppe Pattarello |
|    | Italia (bandiera) | A     | Giuseppe Pavan      |
|    | Italia (bandiera) | P     | Ravasi              |
|    | Italia (bandiera) | C     | Ermenegildo Soci    |
|    | Italia (bandiera) | A     | Fernando Tamagnini  |
|    | Italia (bandiera) | P     | Marco Zavoli        |